# Bildtafel der Strassensignale in der Schweiz und in Liechtenstein von 1932 bis 1963

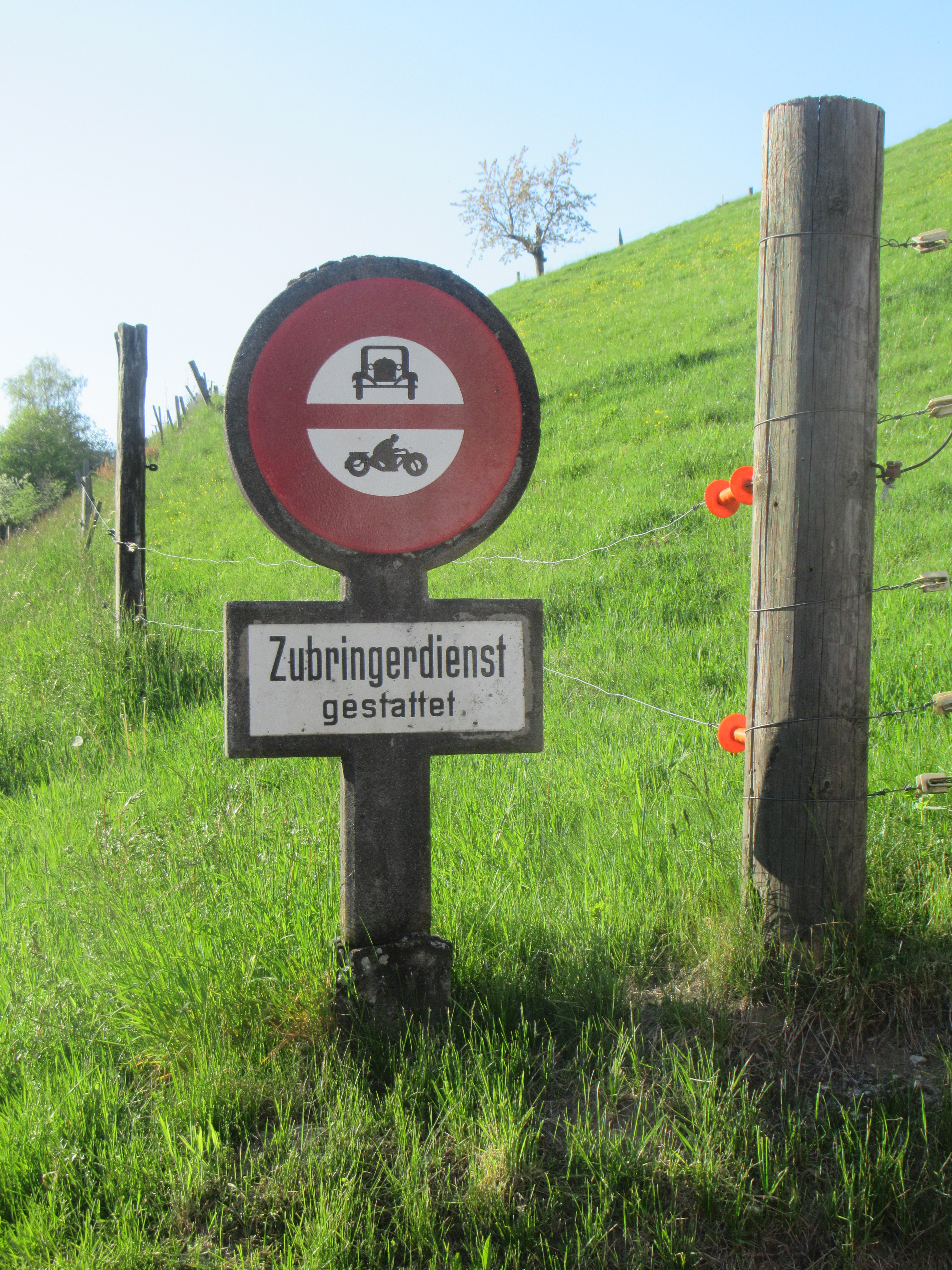
Nr. 12: Fahrverbot für Motorfahrzeuge

Die Bildtafel der Strassensignale in der Schweiz von 1932 bis 1963 und in Liechtenstein von 1936 bis 1963 zeigt die Signale, wie sie in der Verordnung über die Strassensignalisation vom 17. Oktober 1932 festgelegt worden sind. Dieser Signalisationskatalog wurde am 1. Dezember 1932 in Kraft gesetzt und war bis zur Novelle der Verordnung auf den 1. August 1963 gültig (vgl. Bildtafel der Strassensignale von 1963 bis 1979).

## Vorgeschichte
Vor 1932 waren in der Schweiz die Kantone für die Motorfahrzeuge und somit für die Strassensignalisation zuständig. Die Kantone hatten in interkantonalen Konkordaten vom 13. Juni 1904, 7. April 1914 und 29. Dezember 1921 den Motorfahrzeug- und Fahrradverkehr harmonisiert. Per 1925 waren alle Kantone mit Ausnahme Obwalden, Nidwalden, Glarus, Zug und Graubünden (das Motorfahrzeuge verbot) dem Konkordat beigetreten.
1914 hiess es in Artikel 39 des Konkordats, dass Warntafeln, einschliesslich das Zeichen für Zollstätten und Strassensperrungen, aus einer Tafel (so die Bezeichnung im Konkordat) in Form eines gleichseitigen Dreieck mit 1 m Seitenlänge mit Spitze nach oben bestehen, das zwingend für das ganze Konkordatgebiet. Die Warnung wurde in Schwarzer Inschrift auf weissem Hintergrund dargestellt. Aufgestellt waren diese in einer Entfernung von 250 Metern davor in einer Höhe von maximal 2,5 Metern.

## Harmonisierung
1932 wurde in der Schweiz der Strassenverkehr Bundessache und das Bundesgesetz über den Motorfahrzeug- und Fahrradverkehr wurde eingeführt. Es hob die Konkordate auf und widersprüchliche kantonale Bestimmungen wurden unwirksam. Liechtenstein übernahm das Schweizer Bundesgesetz sinngemäss in das Gesetz vom 3. Juli 1933 betreffend die (sic!) Erlassung neuer Bestimmungen über den Verkehr auf den öffentlichen Strassen und Wegen (Verkehrsordnung).
Im Zuge des Schweizer Gesetzes entstand die Verordnung über die Strassensignalisation. Allfällige frühere, vor 1932 aufgestellte Signale durch Kantone, Gemeinden oder Private, die zur Verordnung widersprüchlich waren, mussten bis 1935 entfernt oder ersetzt werden. In Liechtenstein war das Stichdatum der 1. August 1936. Liechtenstein übernahm den Schweizer Katalog auf den 1. Mai 1936.
Die Signale wurden in dreieckige Gefahren-, runde Vorschrifts- und rechteckige Hinweissignale unterteilt (Art. 2). Als Farben wurde «Signalrot» und «Signalblau» definiert. Die Rückseite hatte grau zu sein (Anhang B, Abschnitt II. Farben). Die Signale mussten beleuchtet sein, Reflektoren aufweisen oder sonst durch den Lichtkegel des Autos auch bei widrigen Wetterverhältnissen ersichtlich sein (Art. 15–16).
Bei Baustellen wurde auf Überlandstrassen das Gefahrensignal Nr. 6 «Andere Gefahren» verwendet, innerorts wurde – sofern notwendig – stattdessen das Hinweissignal Nr. 22 «Vorsicht» verwendet (Art. 9 Abs. 4 und Art. 14 Abs. 2). Die Ortstafeln hatten alle einen blauen Hintergrund (Art. 14 Abs. 3), eine Unterscheidung zwischen blau signalisierten Hauptstrassen und weiss signalisierte Nebenstrassen existierte nur bei Wegweisersignalen (Signale Nr. 24 a und b, vgl. auch Art. 4 Bundesratsbeschluss über die Hauptstrassen mit Vortrittsrecht vom 26. März 1934) Die anderen Signale haben, sofern sie heute noch verwendet werden, ungefähr dieselbe Bedeutung.
Mit Stand 1932 war folgender Katalog gültig, wobei es im Vergleich zu 1963 und später Abweichungen vor allem bei der Schriftart, Abmassen und bei den Silhouetten gibt (untenstehend sind teilweise die heutigen dargestellt):

## Signalisationskatalog, Stand 1932

### Gefahrensignale

Gefahrensignale
Nr. 1: Querrinne
Nr. 2: Kurve
Nr. 3: Kreuzung
Nr. 4: Bewachter Bahnübergang
Nr. 5: Unbewachter Bahnübergang
Nr. 6: Andere Gefahren
Nr. 7: Vortrittsrecht

### Vorschriftssignale

Vorschriftssignale
Nr. 8: Allgemeines Fahrverbot
Nr. 9: Einbahnstrasse
Nr. 10: Fahrverbot für Motorwagen
Nr. 11: Fahrverbot für Motorräder
Nr. 12: Fahrverbot für Motorfahrzeuge
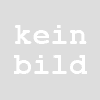
Nr. 13: Verbot für Radfahrer
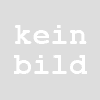
Nr. 14: Höchstgewicht
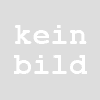
Nr. 15: Höchstgewicht für Motorwagen
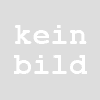
Nr. 16: Höchstbreite
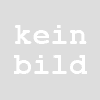
Nr. 16 (Variante): Höchsthöhe
Nr. 17: Höchstgeschwindigkeit
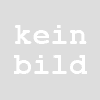
Nr. 18: Stationierungsverbot
Nr. 19: Fahrtrichtung
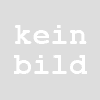
Nr. 20: Zollhaltestelle

Das Ende einer Strassenstrecke, an der eine Höchstgeschwindigkeit galt, wird durch einen senkrechten, schwarzen Streifen auf der grauen Rückseite des Signals angegeben (Art. 11 Abs. 3).

### Hinweissignale

Hinweissignale
Nr. 21: Parkplatz
Nr. 22: Vorsicht
Nr. 23: Ortsbezeichnung (Vorderseite)
Nr. 23: Ortsbezeichnung (Rückseite)
Nr. 24a: Wegweiser
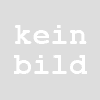
Nr. 24b: Wegweiser

## Nachträgliche Änderungen und Ergänzungen zu den Strassensignalen
Hinweis: Auf Grund dürftiger Quellenlage sind im Moment nicht alle Anpassungen lückenlos dargestellt. So galten 1963 beispielsweise Signale wie «231 Parkieren verboten» oder «219 Hindernis rechts umfahren» zu jenem Zeitpunkt nicht als Neuerung, mussten also schon vor 1963 bekannt gewesen sein.

### 22. November 1934
Mit Bundesratsbeschluss vom 23. November 1934 wurden die Auslegeordnung der Signale für den bewachten und unbewachten Bahnübergang angepasst, im Sinne einer Vereinheitlichung im Rahmen des am 24. April 1926 in Paris abgeschlossene internationalen Abkommen über den Kraftfahrzeugverkehr.
Bis 1934 galten Bahnübergänge dann als bewacht, wenn sie «mit Barrieren oder mit optischer und akustischer Signalisierung gekennzeichnet sind», was zur Folge hatte, dass ein Bahnübergang selbst dann als bewacht galt, wenn die Bewachung lediglich optisch und akustisch geschah. Mit Beschluss wurde das angepasst, ein Bahnübergang gilt seither nur noch dann als bewacht, falls er mit Barrieren versehen ist.

Bahnübergänge
Nr. 4: Bewachter Bahnübergang
Nr. 5: Unbewachter Bahnübergang

### 12. Juni 1936
Im Bundesratsbeschluss über den Wagenverkehr auf Bergpoststrassen vom 12. Juni 1936 wurden Signale der Bergpoststrassen definiert.

Neueinführungen 1936
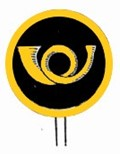
Beginn Bergpoststrasse
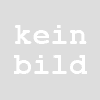
Ende Bergpoststrasse
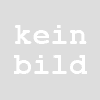
Beginn Bergseitskreuzen
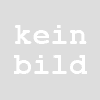
Ende Bergseitskreuzen

### 9. Juli 1946
Mit Bundesratsbeschluss vom 9. Juli 1946 wurde folgendes Signal hinzugefügt:

Neueinführung 1946
Nr. 24c: Vorwegweiser

### 28. Juni 1949 (AS 1949 547)
Am 28. Juni 1949 wurde beschlossen, auf den 15. Juli 1949 das Stopsignal einzuführen.

Neueinführung 1949
Nr. 20bis: Stopsignal

### 15. März 1953 (AS 1953 101)
Mit dem Bundesratsbeschluss über die Einführung neuer Strassensignale vom 3. März 1953 wurden folgende Signale auf den 15. März 1953 neu eingeführt. Diese Einführung entsprach dem vorliegenden Protokoll der Europäischen Verkehrskonferenz, die ab dem 18. März 1953 in Paris tagte. Diese erste Nachkriegskonferenz fusste auf der Überlegung, dass das Verkehrswesen der westeuropäischen Staaten durch die Neuordnung der Weltlage und den steigenden Verkehr überarbeitet werden musste.
Frühere Signale mit der gleichen Bedeutung wurden abgelöst und nicht mehr neu aufgestellt.

Neueinführungen 1953
Art. 2a: Rechtskurve
Art. 2b: Linkskurve
Art. 2c: Doppelkurve nach rechts beginnend
Art. 2d: Doppelkurve nach links beginnend
Art. 3: Gefährliches Gefälle
Art. 4: Engpass
Art. 5: Baustelle
Art. 6: Schleudergefahr
Art. 7: Fussgängerübergang
Art. 8: Kinder
Art. 9: Tiere
Art. 10: Kreuzung mit Strasse ohne Vortritt
Art. 11: Abbiegen nach rechts verboten
Art. 11: Abbiegen nach links verboten
Art. 12: Überholen verboten
Art. 13: Radweg
Art. 14: Spital
Art. 15 Abs. 1: Entfernung vor Gefahrenstelle
Art. 15 Abs. 2: Fahrbahnbreite
Art. 16: Ende der Geschwindigkeitsbeschränkung
Art. 15 Abs. 3: Länge der Strecke

### 1. Juni 1959 (AS 1959 445)
Im Zusammenhang mit der Einführung der Höchstgeschwindigkeit innerorts von 60 km/h wurden im Rahmen des Bundesratsbeschluss über die Höchstgeschwindigkeit der Motorfahrzeuge vom 8.Mai 1959 zwei neue Signale definiert, die am 1. Juni 1959 in Kraft getreten sind:

Neueinführungen 1959
Ende der Höchstgeschwindigkeit
Ende des Überholverbots

Im Gegensatz zum heute gültigen Recht hatten die Ortstafeln einen Einfluss auf die Höchstgeschwindigkeit – analog wie das heute in Deutschland der Fall ist: Ab der Ortstafel galt 60 km/h, ab Ende des Ortstafel wurde diese Beschränkung aufgehoben (Art. 1 Abs. 1–2 Bundesratsbeschluss über die Höchstgeschwindigkeit der Motorfahrzeuge vom 8. Mai 1959). Fehlen solche, so hat der Fahrer bei «dicht bebautes Gebiet» selbständig entsprechend zu handeln oder es wurden Geschwindigkeitsschilder aufgestellt.